# بنکابین، وسترن استرالیا
بنکابین (به انگلیسی: Bencubbin) یک شهرک در استرالیا است که در Shire of Mount Marshall واقع شده‌است.